# Эклипта простёртая
Экли́пта простёртая (лат. Eclípta prostráta), также эклипта бе́лая (Eclipta álba), — травянистое растение, вид рода Эклипта семейства Сложноцветные (Compositae).
Полиморфное растение с космополитичным ареалом, встречающееся по разнообразным влажным местам.

## Ботаническое описание

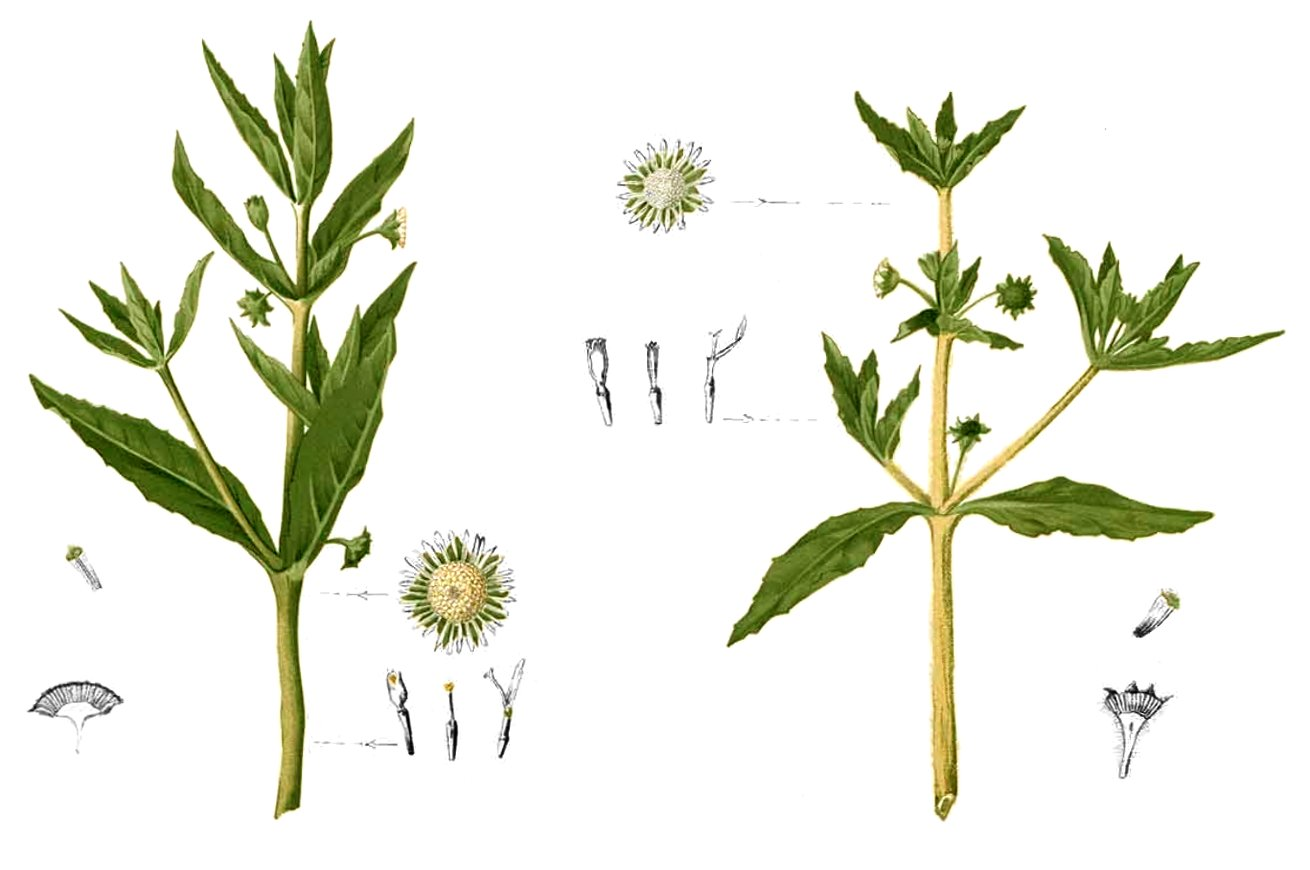

Однолетнее или двулетнее травянистое растение с сильно ветвистым простёртым, приподнимающимся или прямостоячим красноватым коротко- и жёсткоопушённым стеблем до 1 м высотой, в нижних узлах укореняющимся.
Листья супротивные, тёмно-зелёные, бумажистые, яйцевидной, продолговато-ланцетной или ланцетной формы, с мелкозазубренным до цельного краем, на верхушке притупленные или заострённые, в основании клиновидно суженные, иногда с коротким черешком, 2—10 см длиной и до 3 см шириной. С обеих сторон листовой пластинки многочисленны густые жестковатые волоски с утолщённым основанием. Жилки отчётливо выражены.
Корзинки до 1 см в диаметре, часто сгруппированные по две на концах побегов и в пазухах листьев, цветонос 0,5—7 см длиной, утолщённый непосредственно под корзинкой, жёстковолосистый. Обёртка двурядная, листочки в числе 5—6, яйцевидные, внешние 4—6 мм длиной, внутренние — обыкновенно более короткие. Краевые цветки ложноязычковые, пестичные, белого цвета, язычок 2—3 мм длиной. Срединные цветки многочисленные, трубчатые, беловатые, обоеполые, 1,5—2 мм длиной. Тычинки их в числе пяти, со сросшимися пыльниками, образующими кольцо вокруг пестика.
Семянки 1,5—2,5 мм длиной, обратнояйцевидной или клиновидной формы, сплюснутые с боков и оттого почти четырёхгранные, светло-коричневые до чёрных, бородавчатые, на верхушке усечённые, с короткими (до 0,2 мм) беловатыми легко обламывающимися волосками, лишённые хохолка.

## Распространение
Растение-космополит, встречающееся в Северной и Южной Америке, Европе, Африке, Азии и Австралии.
Первоначальный ареал не установлен, по мнению различных учёных, происходит либо из тропической Азии, либо из Америки.
Встречается по берегам рек и озёр, нередко как сорное на орошаемых плантациях, в частности, в рисовниках.

## Значение и применение
В китайской медицине применяется в качестве слабительного, также используется для лечения кожных раздражений. Употребляется в качестве овоща.
В Индии отвар в смеси с кокосовым маслом используется для предотвращения выпадения волос и для окрашивания их в сине-чёрный цвет.

## Таксономия
Карл Линней в 1753 году описал образцы этого широко распространённого растения из разных регионов под разными названиями: из Америки (Вирджиния, Суринам) — Verbesina alba, из Индии — Verbesina prostrata, с Цейлона — Verbesina pseudoacmella. В 1771 году он переименовал Verbesina alba в Eclipta erecta, а растение из Центральной Америки (Мартиника, Доминика) описал как Eclipta punctata.

### Синонимы
- Artemisia viridis Blanco, 1845, nom. illeg.
- Cotula alba (L.) L., 1767
- Eclipta adpressa Moench, 1802, nom. illeg.
- Eclipta alba (L.) Hassk., 1848
- Eclipta dentata B.Heyne ex Wall., 1831
- Eclipta erecta L., 1771, nom. illeg.
- Eclipta longifolia Schrad., 1831
- Eclipta punctata L., 1771
- Ecliptica alba (L.) Kuntze, 1891
- Eleutheranthera prostrata (L.) Sch.Bip., 1866
- Eupatoriophalacron album (L.) Hitchc., 1893
- Micrelium asteroides Forssk., 1775
- Micrelium tolax Forssk., 1775
- Spilanthes pseudoacmella (L.) L., 1774
- Verbesina alba L., 1753
- Verbesina conyzoides Trew, 1763
- Verbesina prostrata L., 1753basionym
- Verbesina pseudoacmella L., 1753

и другие.